# Naimon, Sălaj
Naimon este un sat în comuna Dobrin din județul Sălaj, Transilvania, România. Atestat documentar 1214 villa Mon.
Se află la 18 km de Zalău și la 10 km de Cehu Silvaniei. În localitate se află doar o familie de români, restul sunt de naționalitate maghiară.
Aici există o fermă de struți.

 Acest articol despre o localitate din județul Sălaj este deocamdată un ciot. Puteți ajuta Wikipedia prin completarea lui.

1. ↑  Pop, Florica (2020). DOBRIN NUME de LEGENDĂ. SILVANIA. p. 19.